# Lignes Sarrebourg - Abreschviller et La Forge - Vallérysthal-Troisfontaines
Les lignes de Sarrebourg à Abreschviller et de La Forge à Vallérysthal-Troisfontaines sont deux anciennes lignes de chemin de fer françaises de la Moselle. Embranchements à voie normale unique de la grande ligne de Paris à Strasbourg, elles s'en détachaient un peu avant Sarrebourg, afin de desservir les premiers contreforts boisés du massif des Vosges. Elles ont eu un historique fortement lié.
Elles constituaient les lignes nos 106 000 et 107 000 du réseau ferré national.
Dans l'ancienne nomenclature de la région Est de la SNCF, elles étaient numérotées « ligne 36 » et « ligne 36.3 » et désignées en tant que « Ligne Abreschviller – Sarrebourg (Réding) » et « Ligne La Forge - Vallérysthal ».

## Historique
Les industriels de la région au sud de Sarrebourg ont, dès 1873, milité en faveur de la construction d'un embranchement à la grande ligne de Paris à Strasbourg, permettant de desservir tant la faïencerie de Niderviller que la cristallerie de Vallérysthal et la verrerie de Troisfontaines. Cette voie ferrée se serait, suivant les premières études, embranchée à la grande ligne entre les gares de Sarrebourg et de Réding. Cependant, le peu d'empressement mis par la Direction générale impériale des chemins de fer d'Alsace-Lorraine pour mener à bien les études de cette ligne reporte longtemps ce projet, jugé peu stratégique et peu rentable. En 1875, on envisage la construction d'une ligne de chemin de fer entre Sarrebourg - Réding - Niderviller et Vallérysthal. Le projet est finalement abandonné en 1880.
Toutefois, à force de militantisme et grâce au développement de l'industrie forestière dans les forêts autour d'Abreschviller, avec notamment l'ouverture dès 1884 du chemin de fer forestier d'Abreschviller (à voie étroite), une loi est enfin publiée, le 1er février 1890, qui « autorise les chemins de fer impériaux d'Alsace-Lorraine à acquérir par voie d'expropriation les terrains nécessaires à la construction du chemin de fer à voie normale de Sarrebourg à Abreschviller, avec embranchement de Hesse à Vallérysthal et déclare la construction de cette voie, une entreprise d'utilité publique et urgente ».
Le 9 janvier 1892 est ouverte la ligne de Sarrebourg à Abreschviller (16,81 km), suivie rapidement, le 1er juin 1892, par la ligne de La Forge à Vallérysthal (9,81 km). À l'origine, 4 paires de trains marchandises-voyageurs desservent les lignes, avec des voitures de première et troisième classe ; toutefois, il semble que les fourgons, « la quatrième classe », ait également eu un certain succès auprès des habitants des vallées desservies lors des jours de marché à Sarrebourg.
Le trafic reste limité à la desserte des industries locales (verrerie de Troisfontaines, cristalleries de Hartzviller et de Vallérysthal), au transport du bois d'Abreschviller, et anecdotiquement à des curistes ou touristes souhaitant visiter le massif du Donon.
Dans les années 1930, les lignes étaient parcourues par des locomotives T5 et T7 tractant de petites voitures allemandes à essieux. En 1936, l'omnibus du dimanche est assuré par un autorail Renault VH. Les trains se scindaient ou fusionnaient à la bifurcation en gare de La Forge.
Le pont sur le canal de la Marne au Rhin, à Hesse, est détruit par un bombardement en 1940. Il est remplacé par un nouveau pont de conception Eiffel, en mars 1941.
Après la Seconde Guerre mondiale, on retrouve sur les lignes des locomotives 230 F, P 8 et 230 B.
À partir de 1960, la desserte voyageurs est effectuée par des autorails Picasso.
Les lignes sont fermées au service voyageurs le 31 mai 1970. Les gares de Nitting et Vasperviller - Saint-Quirin sont également fermées au service des marchandises à la même date. La gare de Barville-Bas est fermée à tout trafic en 1974. Les gares de Lorquin, Abreschviller, Hartzviller et Vallérysthal-Troisfontaines restent ouvertes au service des marchandises. Les dessertes sont réalisées par des BB 63000.
Le 23 juin 1985, pour les célébrations du centenaire du chemin de fer forestier d'Abreschviller, la SNCF autorise la circulation d'un autorail entre Sarrebourg et Abreschviller. L'autorail effectue deux aller-retours et les passages à niveau n°5, 11, 21 et 29 sont gardés par des agents SNCF afin de garantir la sécurité des voyages.
La ligne de La Forge à Vallérysthal ferme au service marchandises le 29 janvier 1989, le service Fercam de Fret SNCF se substitue à la desserte ferroviaire. La ligne est déclassée le 16 décembre 1991. Le 1er août 1991, le dernier train au départ d'Abreschviller est composé de deux wagons expédiés par les scieries. La section Sarrebourg - La Forge est fermée au service marchandises le 29 septembre 1991. Les barrières des passages à niveau des deux lignes sont enlevées le 21 novembre 1991. La section La Forge - Abreschviller est déclassée le 18 septembre 1992. La section Sarrebourg - La Forge est déclassée le 20 mars 1995. Les voies sont déposées quelques années plus tard.
Aujourd'hui, la plate forme des anciennes lignes a été réaménagée en voie verte, les anciens bâtiments voyageurs existent toujours et ont été vendus à des particuliers à l'exception de celui de La Forge, démoli en 1987. Abreschviller est le point de départ du chemin de fer d'Abreschviller, exploitation touristique d'une partie de l'ancien chemin de fer forestier à voie étroite desservant le massif du Donon et la forêt domaniale de la commune. Il reste quelques morceaux des rails au sein de la verrerie de Troisfontaines.

## Description
La ligne partait de la gare de Sarrebourg et longeait la ligne Paris - Strasbourg, en direction de Paris, jusqu'à Imling après quoi elle tournait vers la gauche et quittait la plate forme commune avec la grande ligne. Elle se séparait en deux à la gare de La Forge. Le centre de ravitaillement en essences de La Forge disposait d'un embranchement particulier. La ligne vers Abreschviller passait alors sous le pont-canal du canal de la Marne au Rhin et desservait les gares de Lorquin, Nitting, Barville-Bas, Vasperviller - Saint-Quirin et enfin Abreschviller. La ligne vers Vallérysthal suivait le canal de la Marne au Rhin jusqu'à la gare de Hesse puis franchissait le canal par le biais d'un pont métallique. Elle traversait ensuite Hartzviller puis arrivait à Vallérysthal-Troisfontaines. La plupart des gares étaient situées en dehors des villages. Des remises à locomotives se trouvaient à La Forge, Abreschviller et Troisfontaines.

## Galerie

Anciens bâtiments voyageurs de la ligne
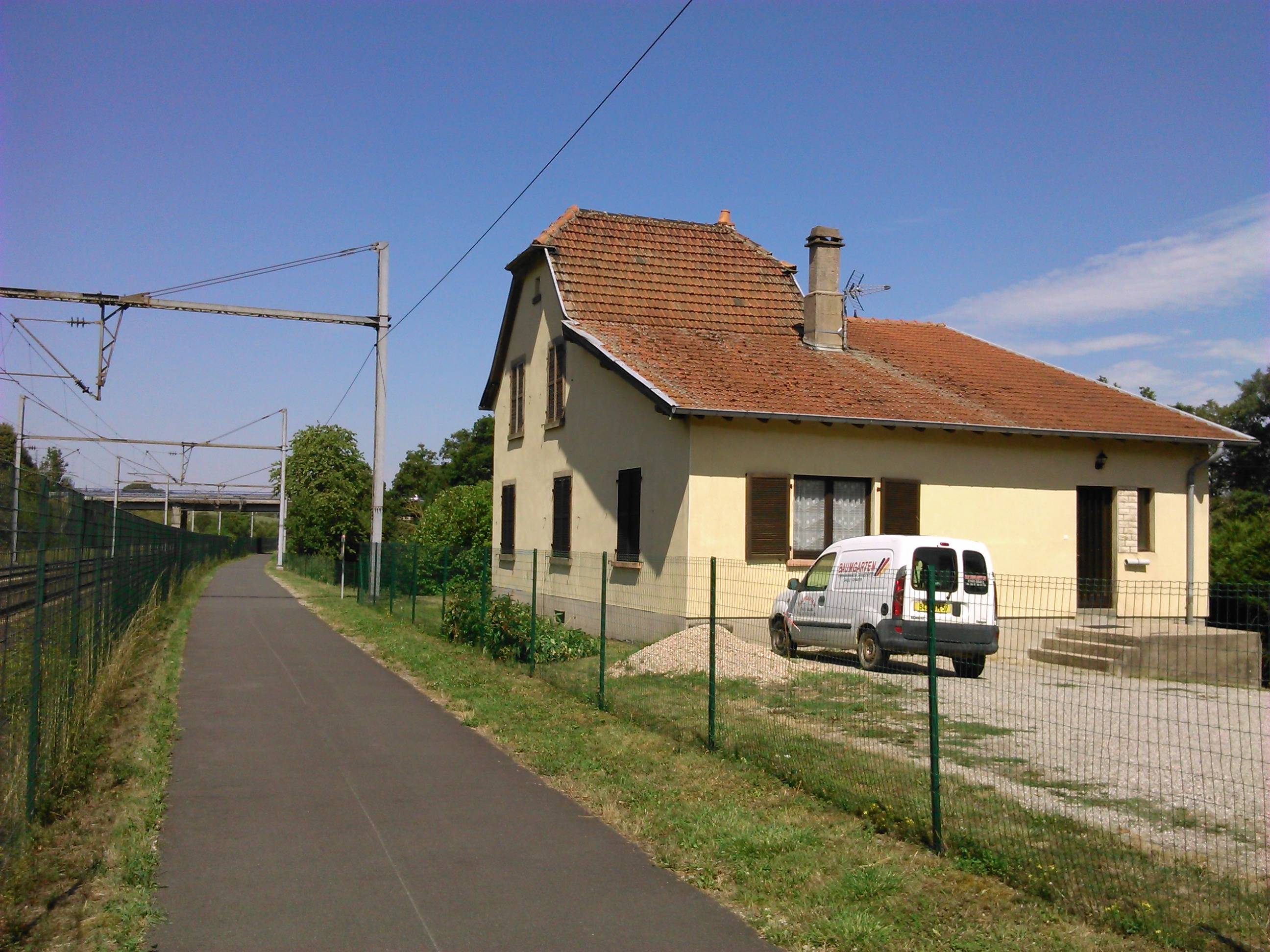
Halte d'Imling ; à gauche, la ligne Paris – Strasbourg.
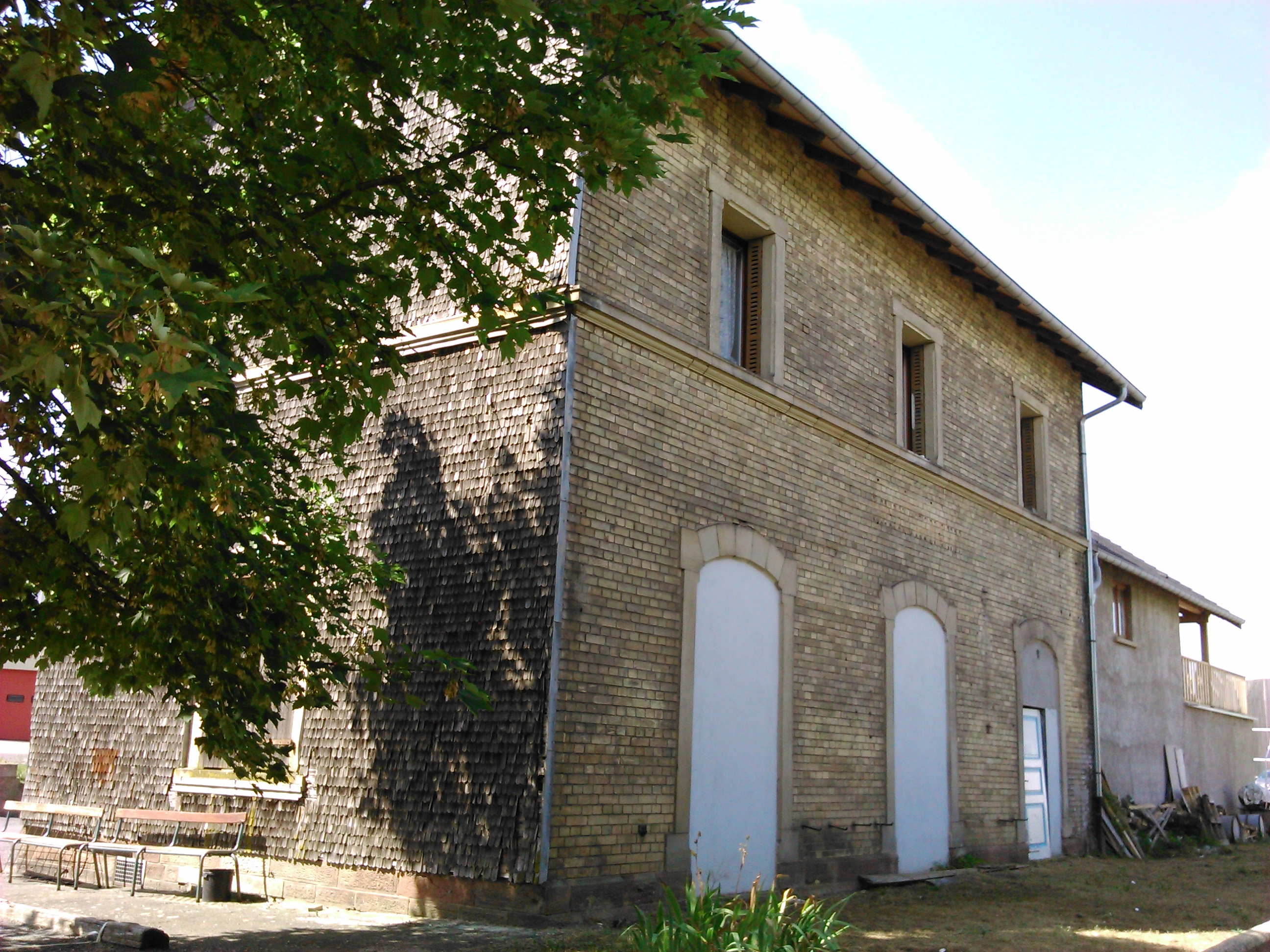
Gare de Lorquin.
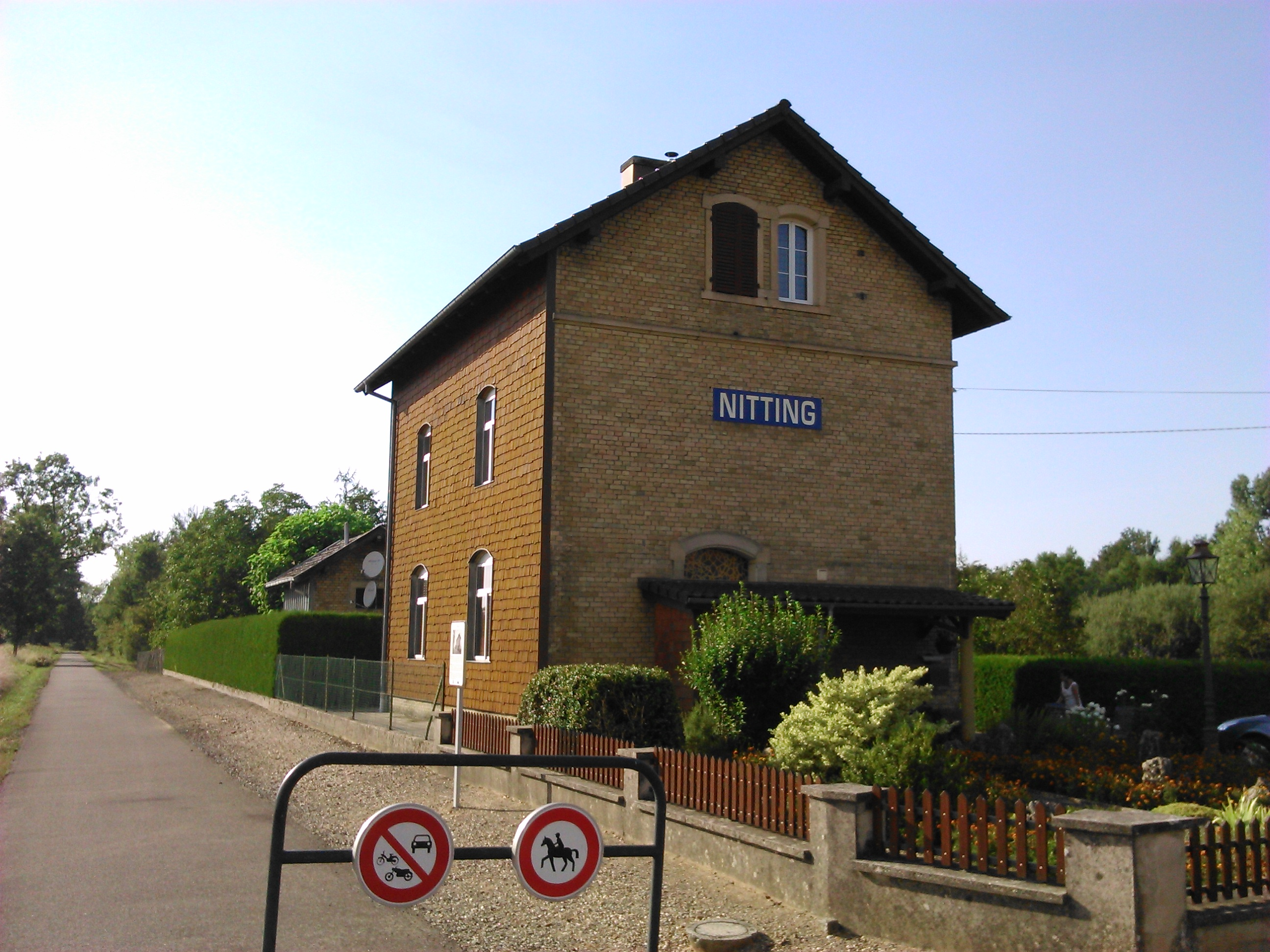
Halte de Nitting.
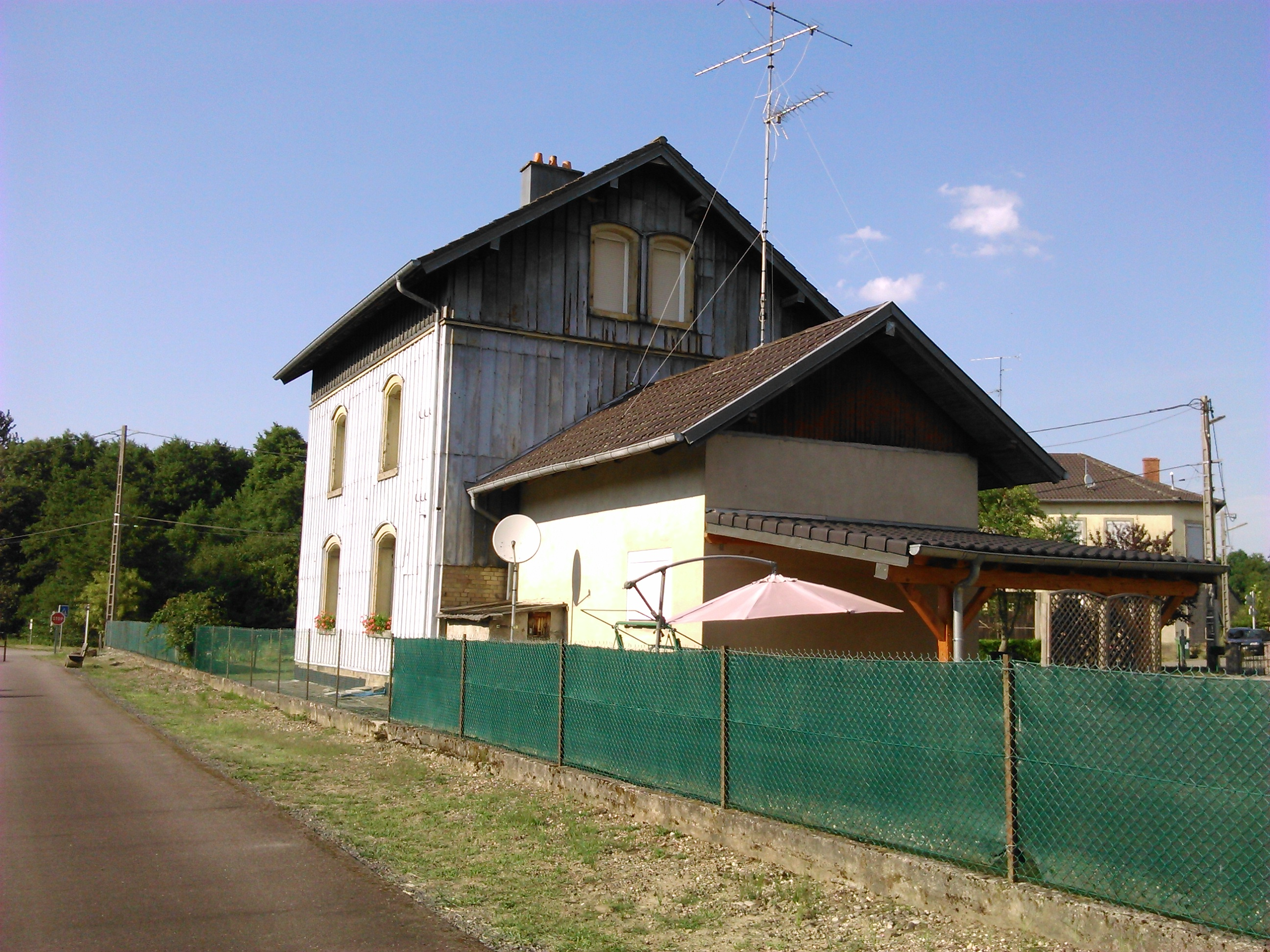
Gare de Barville-Bas.
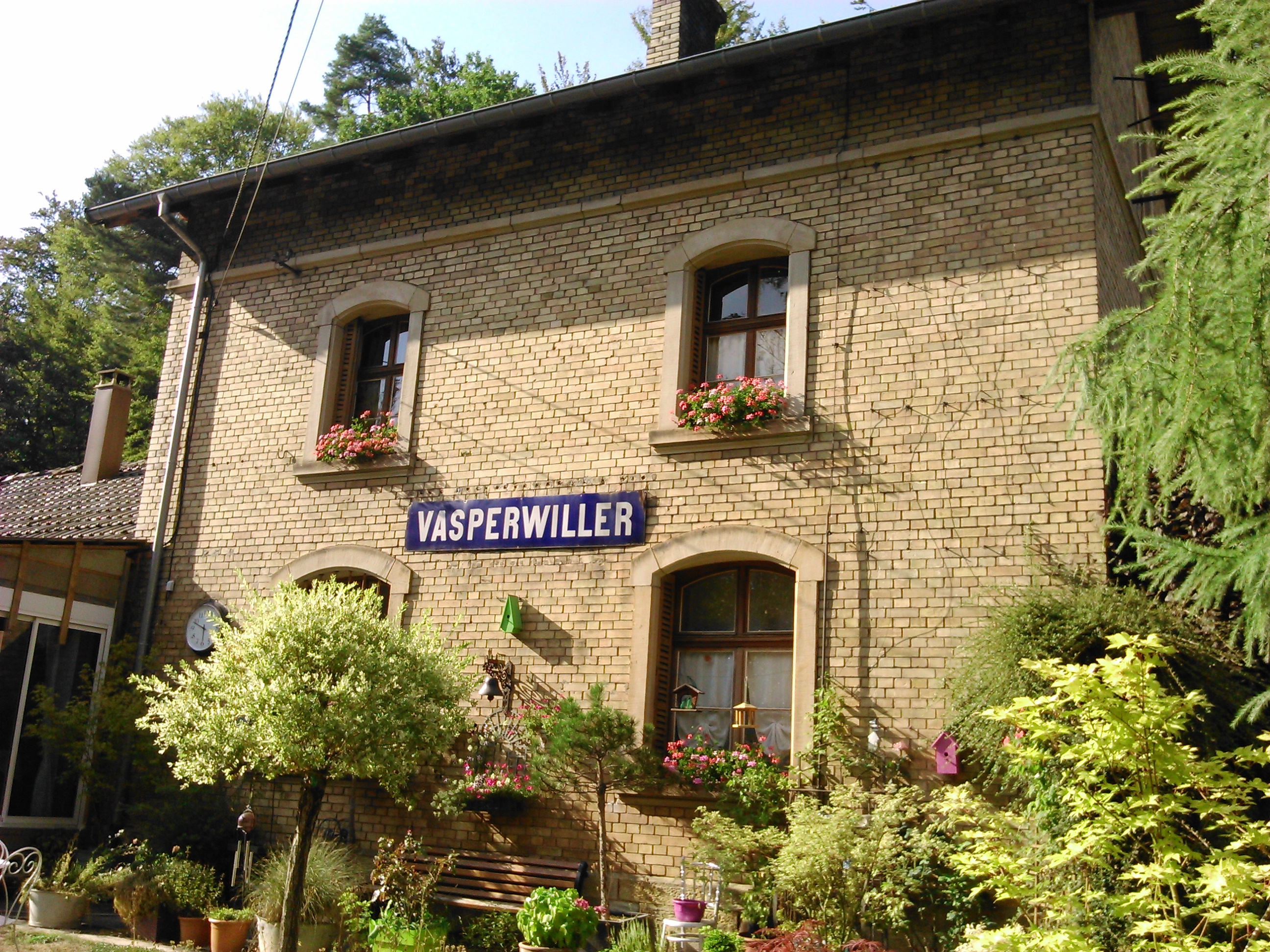
Gare de Vasperviller (orthographié avec un « w »).
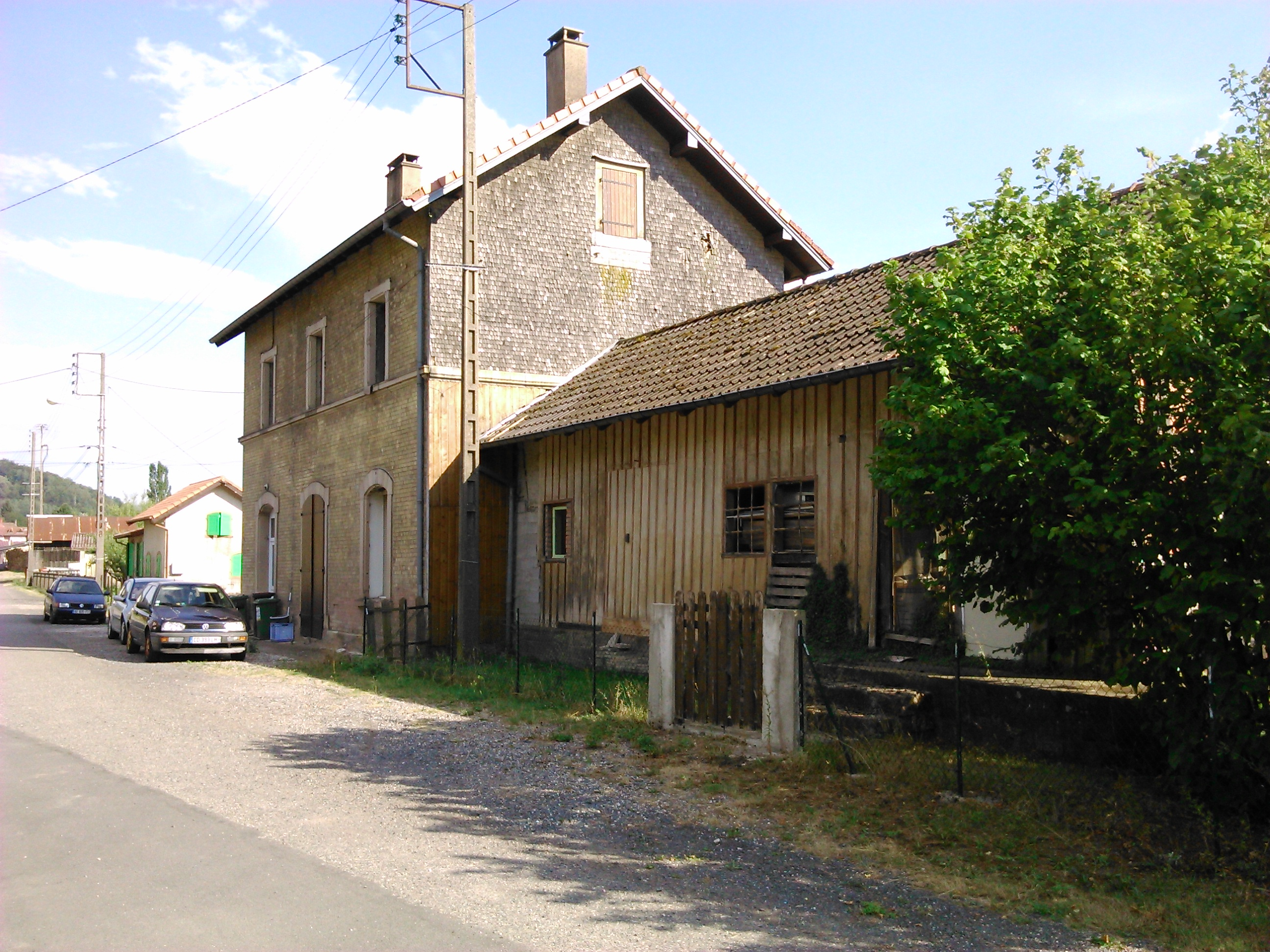
Gare d'Abreschviller.
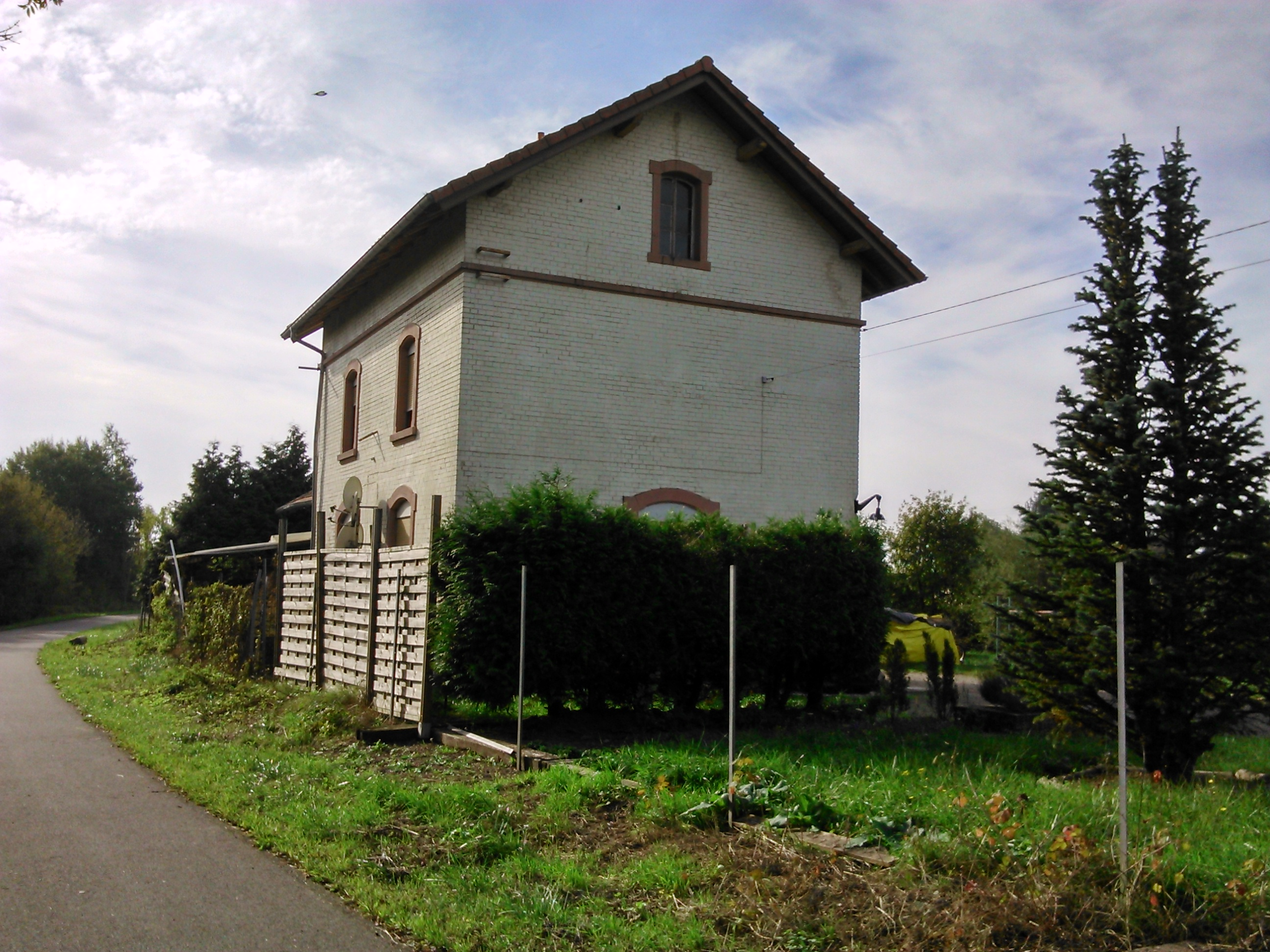
Gare de Hesse.
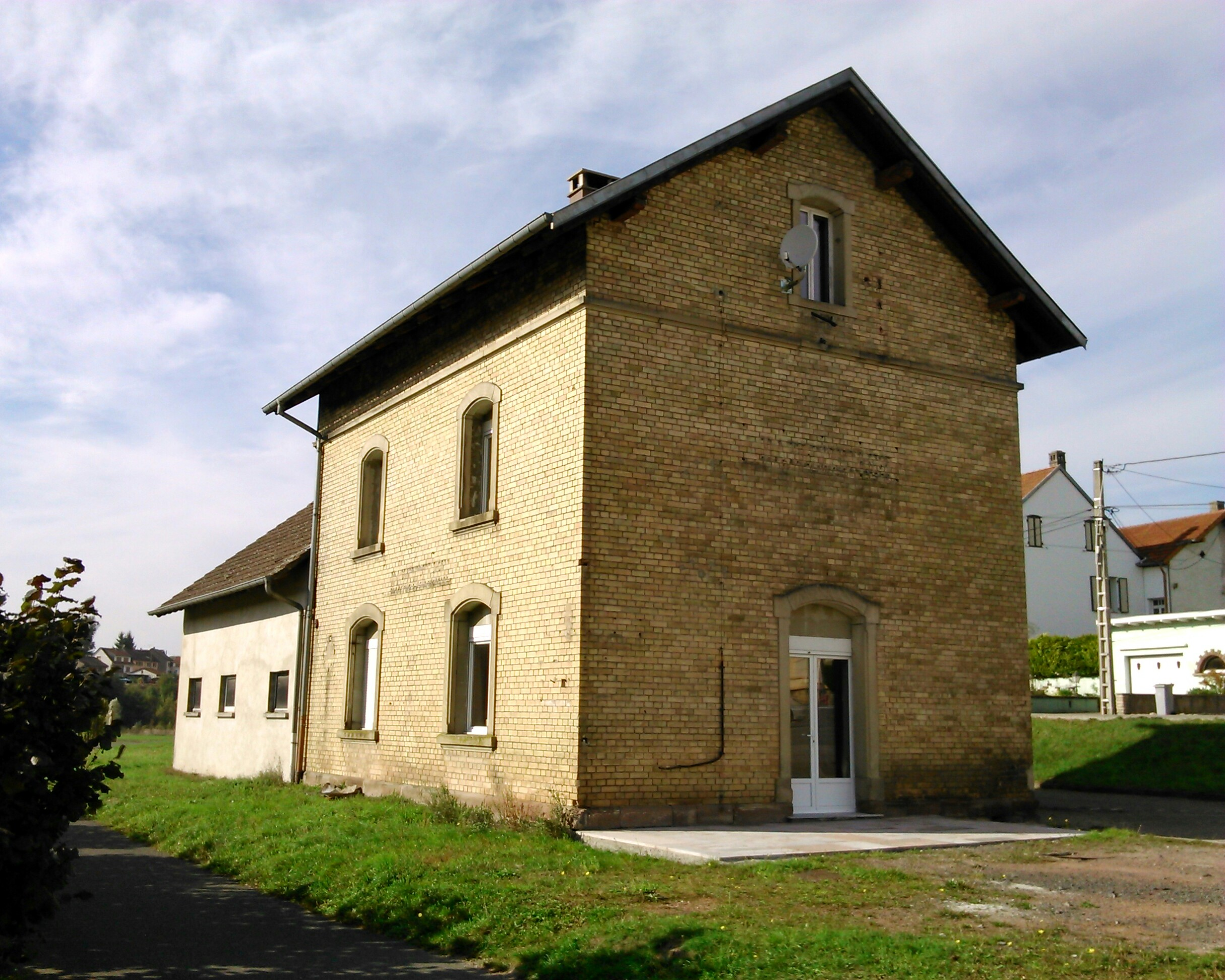
Gare de Hartzviller.

## Sources